# 부산해양고등학교
부산해양고등학교(釜山海洋高等學校)는 부산광역시 서구 남부민동에 있었던 사립 고등학교이다.

## 연혁
- 1956년 3월 13일 : 개교
- 1995년 2월 28일 : 폐교

## 같이 보기
- 부일외국어고등학교
- 부일전자디자인고등학교